# Persone di cognome Martinez
| Questa pagina contiene informazioni ricavate automaticamente dalle voci biografiche con l'ausilio del template Bio e di un bot. L'aggiornamento è periodico e automatico e ricostruisce completamente la pagina. Se manca una persona in questa lista, sei pregato di non aggiungerla, ma accertati piuttosto che la sua voce biografica contenga il template Bio e che i dati anagrafici siano correttamente compilati. Se il template Bio manca, inseriscilo tu stesso o, in alternativa, metti l'avviso {{tmp\|Bio}} che ne segnala la mancanza. Se i dati riportati sono sbagliati, correggi direttamente la voce biografica; le modifiche saranno visibili in questa lista entro pochi giorni. Per chiarimenti vedi il progetto antroponimi. La lista contiene solo le 60 persone che sono citate nell'enciclopedia e per le quali è stato implementato correttamente il template Bio. Pagina aggiornata al 7 giu 2025. |

Questa è una lista di persone presenti nell'enciclopedia che hanno il cognome Martinez, suddivise per attività principale.

## Allenatori di calcio(1)
- Diego Hernán Martínez, allenatore di calcio e ex calciatore argentino (Buenos Aires, n. 1978)

## Archeologi(1)
- Jean-Luc Martinez, archeologo e storico dell'arte francese (Parigi, n. 1964)

## Architetti(1)
- Francesco Martinez, architetto italiano (Messina, n. 1718 - Torino, † 1777)

## Astronomi(2)
- Carlos T. Martinez, astronomo statunitense
- Patrick Martinez, astronomo francese

## Attori(4)
- A Martinez, attore e cantante statunitense (Glendale, n. 1948)
- Adrian Martinez, attore statunitense (New York, n. 1972)
- Benito Martinez, attore statunitense (Albuquerque, n. 1971)
- Olivier Martinez, attore francese (Parigi, n. 1966)

## Attrici(6)
- Francesca Martinez, attrice, ex modella e conduttrice televisiva italiana (Varese, n. 1975)
- Francesca Martinez, attrice, scrittrice e attivista britannica (Londra, n. 1978)
- Loredana Martinez, attrice italiana (Roma, n. 1947 - Roma, † 2024)
- Natalie Martinez, attrice e modella statunitense (Miami, n. 1984)
- Patrice Martinez, attrice statunitense (Albuquerque, n. 1963 - Burbank, † 2018)
- Yara Martinez, attrice statunitense (Porto Rico, n. 1979)

## Attrici pornografiche(1)
- Missy Martinez, attrice pornografica statunitense (Los Angeles, n. 1986)

## Batteristi(2)
- Anthony Martinez, batterista statunitense
- Manny Martínez, batterista statunitense (n. 1954 - † 2023)

## Calciatori(3)
- Celestino Martínez, calciatore argentino (Rosario, n. 1914)
- Pablo Martinez, calciatore francese (Martigues, n. 1989)
- Sebit Bruno Martinez, calciatore sudsudanese (Giuba, n. 1995)

## Calciatrici(1)
- Shekiera Martinez, calciatrice tedesca (Fulda, n. 2001)

## Cantanti(1)
- Marianna Martines, cantante, pianista e compositrice austriaca (Vienna, n. 1744 - Vienna, † 1812)

## Cantautori(1)
- Rino Martinez, cantautore italiano (Palermo, n. 1953)

## Cantautrici(1)
- Melanie Martinez, cantautrice statunitense (New York, n. 1995)

## Cestisti(1)
- Jayden Martinez, cestista statunitense (Cibolo, n. 2000)

## Ciclisti su strada(1)
- Lenny Martinez, ciclista su strada francese (Cannes, n. 2003)

## Compositori(1)
- Cliff Martinez, compositore e batterista statunitense (New York, n. 1954)

## Critici d'arte(1)
- Romeo Martinez, critico d'arte spagnolo (n. 1911 - Parigi, † 1990)

## Filantropi(1)
- Giovanni Martinez, filantropo italiano (Genova, n. 1793 - Genova, † 1876)

## Ginnasti(1)
- Joseph Martinez, ginnasta francese (Orano, n. 1878 - La Turbie, † 1946)

## Giocatori di baseball(2)
- Dave Martinez, giocatore di baseball e allenatore di baseball statunitense (New York, n. 1964)
- J.D. Martinez, giocatore di baseball statunitense (Miami, n. 1987)

## Giocatori di football americano(2)
- Blake Martinez, giocatore di football americano statunitense (Tucson, n. 1994)
- Damien Martinez, giocatore di football americano statunitense (n. 2004)

## Giuristi(1)
- Jean-Claude Martinez, giurista e politico francese (Sète, n. 1945)

## Ingegneri(1)
- Giulio Martinez, ingegnere, imprenditore e dirigente d'azienda italiano (Napoli, n. 1870 - Firenze, † 1957)

## Lottatori(1)
- James Martinez, ex lottatore statunitense (Osseo, n. 1958)

## Mezzofondiste(1)
- Brenda Martinez, mezzofondista statunitense (Upland, n. 1987)

## Musicisti(2)
- Sabu Martinez, musicista e percussionista statunitense (New York City, n. 1930 - Stoccolma, † 1979)
- Paul Martinez, musicista britannico (Leicester, n. 1947 - Leicester, † 2024)

## Pallavolisti(1)
- Ricardo Martinez, pallavolista francese (Francia, n. 1986)

## Pattinatori artistici su ghiaccio(1)
- Michael Christian Martinez, pattinatore artistico su ghiaccio filippino (Parañaque, n. 1996)

## Politiche(1)
- Susana Martinez, politica e avvocata statunitense (El Paso, n. 1959)

## Politici(3)
- Mario Martinez, politico italiano (Acireale, n. 1901 - † 1976)
- Mel Martinez, politico statunitense (Sagua la Grande, n. 1946)
- Bob Martinez, politico statunitense (Tampa, n. 1934)

## Pugili(1)
- Rubén Martinez, pugile spagnolo (Lugo, n. 1938 - Madrid, † 2006)

## Rapper(1)
- Angie Martinez, rapper e disc jockey statunitense (New York, n. 1971)

## Registi(1)
- Philippe Martinez, regista e produttore cinematografico francese (n. 1968)

## Religiose(1)
- Elisa Martinez, religiosa italiana (Galatina, n. 1905 - Roma, † 1991)

## Scrittori(1)
- Victor Martinez, scrittore statunitense (Fresno, n. 1954 - San Francisco, † 2011)

## Scrittrici(1)
- Carole Martinez, scrittrice francese (Créhange, n. 1966)

## Scultori(2)
- Gaetano Martinez, scultore italiano (Galatina, n. 1892 - Roma, † 1951)
- Simone Martinez, scultore italiano (Messina, n. 1689 - Torino, † 1768)

## Tenniste(1)
- Cecilia Martinez, ex tennista statunitense (San Francisco, n. 1947)

## Velociste(1)
- Kaina Martinez, ex velocista beliziana (Seine Bight, n. 1986)

## Wrestler(2)
- Bayley, wrestler statunitense (San Jose, n. 1989)
- Shelly Martinez, ex wrestler e modella statunitense (Chino, n. 1980)

## Senza attività specificata(1)
- Miguel Martinez, ex mountain biker, ciclocrossista e ciclista su strada francese (Fourchambault, n. 1976)